# Mistrzostwa Polski w Short Tracku 2011
Mistrzostwa Polski w Short Tracku 2011 – 15. edycja mistrzostw, która odbyła się w dniach 25–27 marca 2011 roku na lodowisku BOSiR w Białymstoku, mieszczącym się przy Stadionie „Zwierzyniec”.

## Wyniki

### Kobiety

#### 500 metrów
Finał
| Miejsce | Zawodniczka        | Klub              | Wynik  |
| ------- | ------------------ | ----------------- | ------ |
| 1.      | Agnieszka Tawrel   | Juvenia Białystok | 47,594 |
| 2.      | Magdalena Szwajlik | AZS Opole         | 56,435 |
| 3.      | Nikola Mazur       | Juvenia Białystok | 59,073 |
| 4.      | Paula Bzura        | Juvenia Białystok | PEN    |

#### 1000 metrów
Finał
| Miejsce | Zawodniczka        | Klub              | Wynik    |
| ------- | ------------------ | ----------------- | -------- |
| 1.      | Paula Bzura        | Juvenia Białystok | 1:37,944 |
| 2.      | Magdalena Szwajlik | AZS Opole         | 1:38,225 |
| 3.      | Malwina Zawada     | AZS Opole         | 2:01,619 |
| 4.      | Agnieszka Tawrel   | Juvenia Białystok | PEN      |

#### 1500 metrów
Finał
| Miejsce | Zawodniczka         | Klub              | Wynik    |
| ------- | ------------------- | ----------------- | -------- |
| 1.      | Paula Bzura         | Juvenia Białystok | 2:31,250 |
| 2.      | Agnieszka Tawrel    | Juvenia Białystok | 2:32,528 |
| 3.      | Anna Romanowicz     | Juvenia Białystok | 2:32,966 |
| 4.      | Agnieszka Bawerna   | Juvenia Białystok | 2:34,001 |
| 5.      | Malwina Zawada      | AZS Opole         | 2:43,722 |
| 6.      | Patrycja Roszkowska | Juvenia Białystok | PEN      |

#### Superfinał 3000 metrów
Finał
| Miejsce | Zawodniczka        | Klub              | Wynik    |
| ------- | ------------------ | ----------------- | -------- |
| 1.      | Paula Bzura        | Juvenia Białystok | 5:45,918 |
| 2.      | Magdalena Szwajlik | AZS Opole         | 5:46,741 |
| 3.      | Malwina Zawada     | AZS Opole         | 5:47,192 |
| 4.      | Anna Romanowicz    | Juvenia Białystok | 5:50,856 |
| 5.      | Nikola Mazur       | Juvenia Białystok | 6:03,316 |
| 6.      | Agnieszka Bawerna  | Juvenia Białystok | 6:18,262 |
| 7.      | Agnieszka Tawrel   | Juvenia Białystok | PEN      |

#### Wielobój
Klasyfikacja
| Miejsce | Zawodniczka         | Klub              | Dystanse | Dystanse | Dystanse | Punkty |
| Miejsce | Zawodniczka         | Klub              | 1500 m   | 500 m    | 1000 m   | Punkty |
| ------- | ------------------- | ----------------- | -------- | -------- | -------- | ------ |
| 1.      | Paula Bzura         | Juvenia Białystok | 1        | 4        | 1        | 102    |
| 2.      | Magdalena Szwajlik  | AZS Opole         | 18       | 2        | 2        | 63     |
| 3.      | Agnieszka Tawrel    | Juvenia Białystok | 2        | 1        | 4        | 55     |
| 4.      | Malwina Zawada      | AZS Opole         | 5        | 5        | 3        | 31     |
| 5.      | Anna Romanowicz     | Juvenia Białystok | 3        | 7        | 16       | 21     |
| 6.      | Nikola Mazur        | Juvenia Białystok | 28       | 3        | 5        | 18     |
| 7.      | Agnieszka Bawerna   | Juvenia Białystok | 4        | 16       | 6        | 11     |
| 8.      | Patrycja Roszkowska | Juvenia Białystok | 6        | 19       | 8        | 0      |

#### Sztafeta 3000 metrów
Finał
| Miejsce | Klub                                                                                         | Wynik    |
| ------- | -------------------------------------------------------------------------------------------- | -------- |
| 1.      | Juvenia Białystok Agnieszka Bawerna Agnieszka Tawrel Anna Romanowicz Paula Bzura             | 4:36,930 |
| 2.      | AZS Opole Barbara Kobylakiewicz Kaja Pniewska Magdalena Szwajlik Malwina Zawada Marta Wójcik | 4:38,084 |
| 3.      | Juvenia Białystok III Natalia Maliszewska Nikola Mazur Patrycja Rokicka Patrycja Roszkowska  | 4:48,527 |
| 4.      | Juvenia Białystok II Agnieszka Olechnicka Anna Twardowska Joanna Adamska Karolina Regucka    | 4:47,137 |

### Mężczyźni

#### 500 metrów
Finał
| Miejsce | Zawodnik          | Klub              | Wynik  |
| ------- | ----------------- | ----------------- | ------ |
| 1.      | Bartosz Konopko   | Juvenia Białystok | 43,128 |
| 2.      | Dariusz Kulesza   | Juvenia Białystok | 43,472 |
| 3.      | Adam Filipowicz   | AZS Opole         | 43,535 |
| 4.      | Radosław Zawiślak | Juvenia Białystok | 43,657 |

#### 1000 metrów
Finał
| Miejsce | Zawodnik            | Klub              | Wynik    |
| ------- | ------------------- | ----------------- | -------- |
| 1.      | Dawid Rzemieniecki  | Juvenia Białystok | 1:32,031 |
| 2.      | Sebastian Kłosiński | Orzeł Elbląg      | 1:32,382 |
| 3.      | Rafał Piórecki      | Juvenia Białystok | 1:34,391 |
| 4.      | Adam Filipowicz     | AZS Opole         | PEN      |

#### 1500 metrów
Finał
| Miejsce | Zawodnik           | Klub              | Wynik    |
| ------- | ------------------ | ----------------- | -------- |
| 1.      | Bartosz Konopko    | Juvenia Białystok | 2:33,624 |
| 2.      | Adam Filipowicz    | AZS Opole         | 2:33,829 |
| 3.      | Jakub Jaworski     | Juvenia Białystok | 2:34,104 |
| 4.      | Wojciech Kraśnicki | Juvenia Białystok | 2:34,240 |
| 5.      | Dawid Rzemieniecki | Juvenia Białystok | 2:34,317 |
| 6.      | Dariusz Kulesza    | Juvenia Białystok | PEN      |

#### Superfinał 3000 metrów
Finał
| Miejsce | Zawodniczka         | Klub              | Wynik    |
| ------- | ------------------- | ----------------- | -------- |
| 1.      | Bartosz Konopko     | Juvenia Białystok | 5:13,380 |
| 2.      | Jakub Jaworski      | Juvenia Białystok | 5:20,014 |
| 3.      | Wojciech Kraśnicki  | Juvenia Białystok | 5:21,682 |
| 4.      | Sebastian Kłosiński | Orzeł Elbląg      | 5:28,871 |
| 5.      | Rafał Piórecki      | Juvenia Białystok | 5:39,886 |
| 6.      | Dariusz Kulesza     | Juvenia Białystok | 5:59,811 |
| 7.      | Dawid Rzemieniecki  | Juvenia Białystok | PEN      |
| 8.      | Adam Filipowicz     | AZS Opole         | PEN      |

#### Wielobój
Klasyfikacja
| Miejsce | Zawodniczka         | Klub              | Dystanse | Dystanse | Dystanse | Punkty |
| Miejsce | Zawodniczka         | Klub              | 1500 m   | 500 m    | 1000 m   | Punkty |
| ------- | ------------------- | ----------------- | -------- | -------- | -------- | ------ |
| 1.      | Bartosz Konopko     | Juvenia Białystok | 1        | 1        | 17       | 107    |
| 2.      | Dawid Rzemieniecki  | Juvenia Białystok | 5        | 9        | 1        | 39     |
| 3.      | Jakub Jaworski      | Juvenia Białystok | 3        | 5        | 5        | 34     |
| 4.      | Adam Filipowicz     | AZS Opole         | 2        | 3        | 4        | 34     |
| 5.      | Sebastian Kłosiński | Orzeł Elbląg      | 9        | 6        | 2        | 29     |
| 6.      | Dariusz Kulesza     | Juvenia Białystok | 6        | 2        | 6        | 24     |
| 7.      | Wojciech Kraśnicki  | Juvenia Białystok | 4        | 8        | 7        | 21     |
| 8.      | Rafał Piórecki      | Juvenia Białystok | 10       | 7        | 3        | 18     |
| 9.      | Radosław Zawiślak   | Juvenia Białystok | 19       | 4        | 8        | 8      |

#### Sztafeta 5000 metrów
Finał
| Miejsce | Klub                                                                                                 | Wynik    |
| ------- | --- | -------- |
| 1.      | Juvenia Białystok II Dawid Rzemieniecki Jakub Borowski Marcin Makarczuk-Jackowski Wojciech Kraśnicki | 7:32,087 |
| 2.      | Juvenia Białystok IV Michał Dudziuk Paweł Czaczkowski Paweł Kozłowski Szymon Wilczyk                 | 7:42,298 |
| 3.      | Orzeł Elbląg Adrian Jasiński Mateusz Lewalski Michał Domański Sebastian Kłosiński                    | 7:42,540 |
| 4.      | Juvenia Białystok Dariusz Kulesza Jakub Jaworski Radosław Zawiślak Rafał Piórecki                    | PEN      |